# Крістал Сільва
Юсельмі Крістал Сільва Давіла (26 грудня 1991 , Сьюдад-Вікторія, Тамауліпас ) — мексиканська модель, переможниця конкурсу краси Nuestra Belleza México 2016, учасниця «Міс Всесвіт 2016».

## Життєпис
Сільва закінчила з відзнакою та здобула ступінь адміністрування у 2016 році.

## Діяльність
До участі у 65-му конкурсі «Міс Всесвіт» Сільва брала участь у конкурсі «Міс Земля 2013», де увійшла до топ-8 фіналісток, представляючи Мексику.
Через три роки здобула титул Nuestra Belleza México 2016, бравши участь у цьому конкурсі як делегат від північно-східного штату Тамауліпас. Потім вона продовжила представляти свою країну на конкурсі «Міс Всесвіт 2016», де увійшла до числа дев'яти найкращих учасниць.